# Nils Ferlin
Nils Ferlin (11 de diciembre de 1898 - 21 de octubre de 1961) fue un poeta y letrista sueco.

## Biografía

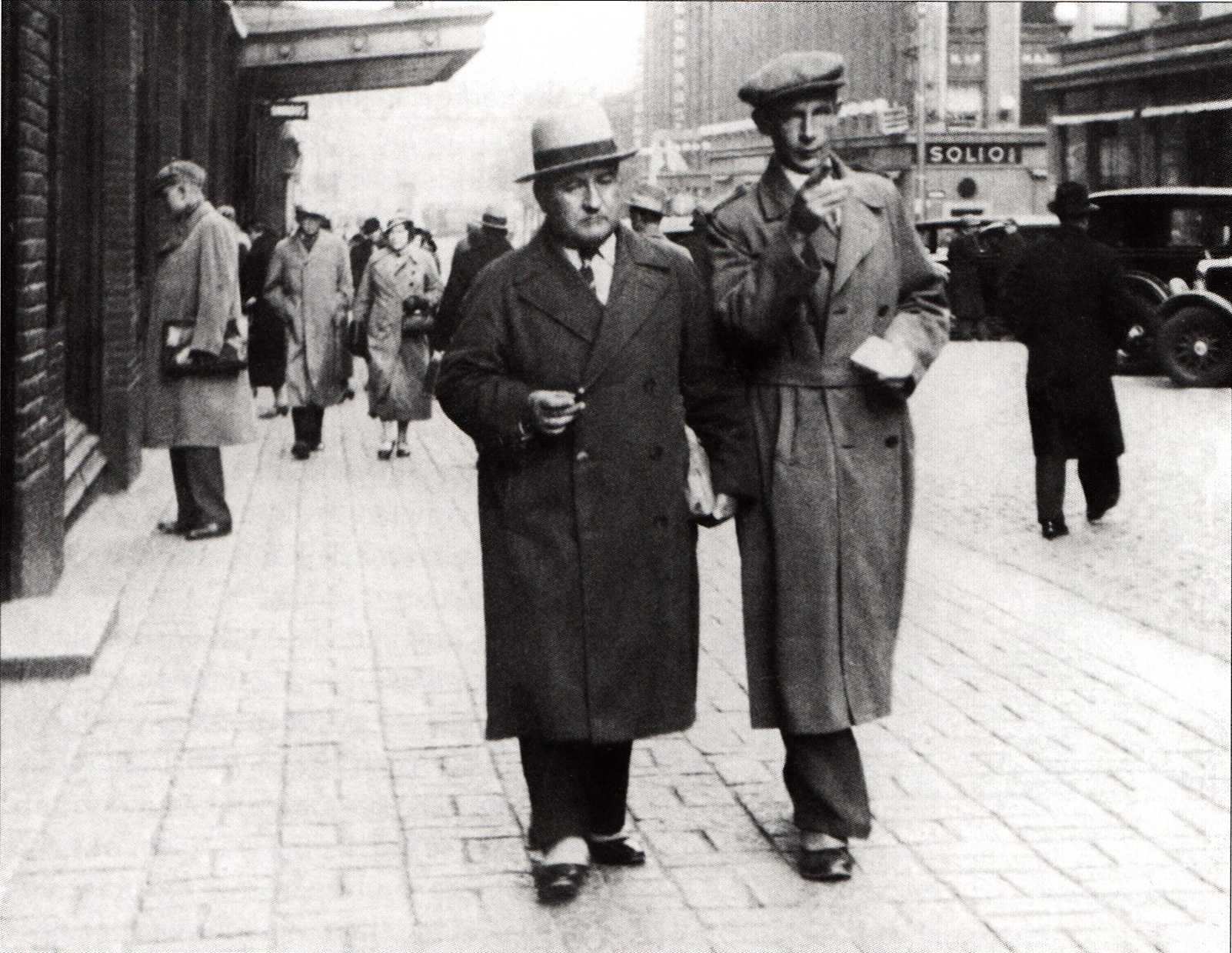
Ferlin (derecha) y el poeta finlandés Elmer Diktonius en Helsinki, 1936.

Nils Ferlin nació en Karlstad, Värmland, donde su padre trabajaba en Nya Wermlands-Tidningen. En 1908 la familia se mudó a Filipstad y su padre abrió su propio periódico. Sin embargo, su padre murió al año siguiente y la familia se mudó de su cómoda residencia a una vivienda más humilde en el distrito industrial para que Ferlin pudiera terminar su educación. Se graduó a los dieciséis años.
Ferlin tuvo una carrera menor como actor y debutó a los diecisiete años en Salomé de Oscar Wilde. Continuó su carrera con una compañía de teatro itinerante.
Aunque muchos de los poemas de Ferlin son melancólicos, no carecen de humor. Varios fueron musicalizados por compositores como Svea Nordblad Welander, o se convirtieron en canciones populares como En valsmelodi, un ataque a la industria musical. Ferlin vendió más de 300.000 volúmenes de su poesía durante su vida. Su atractivo duradero se atribuye en parte a su vívida representación del centro de Estocolmo antes de la renovación urbana y su asociación con la cultura popular que floreció en es momento.
Se han erigido varias estatuas de Nils Ferlin en Suecia: una en Filipstad de él sentado en un banco del parque, otra en la plaza de la ciudad de Karlstad de pie sobre una mesa y una cerca de Klara kyrka en Estocolmo en la que se muestra encendiendo un cigarrillo.
Las letras de Ferlin han sido traducidas al inglés por Martin S. Allwood, Fred Lane, Thord Fredenholm y Roger Hinchliffe.

## Véase también

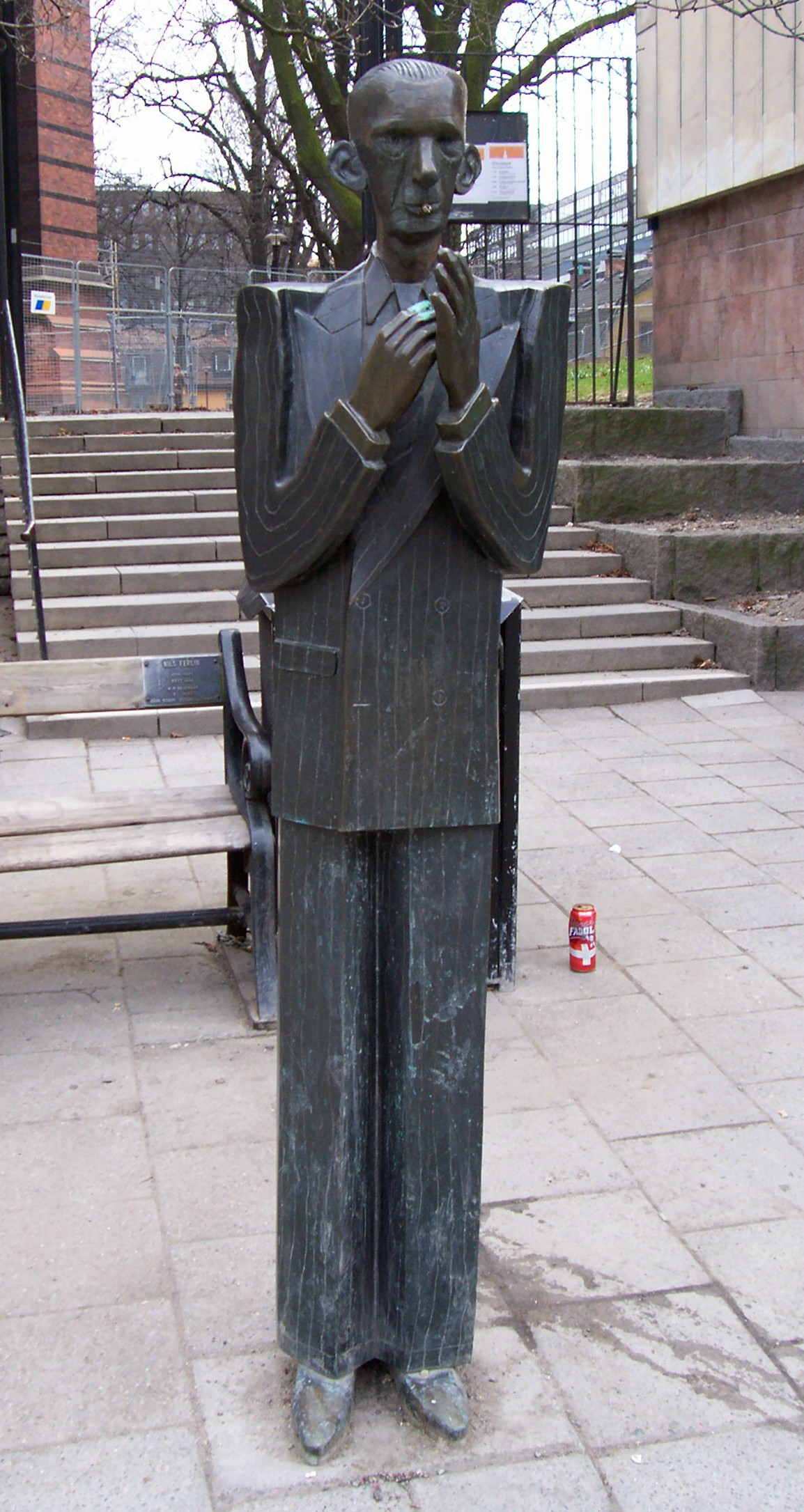
Estatua de Nils Ferlin en Estocolmo.

### Sueco
- Nils Ferlin sällskapet Archivado el 17 de enero de 2018 en Wayback Machine.
- Nils Ferlin en música y cine sueco.
- Cirkusartisten som blev vår folkkäraste poeta

### Inglés
- «Tumba de Nils Ferlin» (en inglés). Find a Grave.
- Nils Ferlin en Internet Archive.
- Couplet y otros poemas.

### Videos
- Får jag lämna några blommor (May I offer you some flowers) en YouTube.
- Inte ens en grå liten fågel en YouTube.
- En valsmelodi (A waltz melody) en YouTube.
- A waltz melody en YouTube. La canción comienza en el 8:36.
- In folk-song fashion en YouTube. La canción comienza en el 7:42.

- Datos: Q1647728
- Multimedia: Nils Ferlin / Q1647728